# Jacob Zeilin
Jacob Zeilin (ur. 16 lipca 1806 w Filadelfii, zm. 18 listopada 1880 w Waszyngtonie) – amerykański generał, komendant Korpusu Piechoty Morskiej Stanów Zjednoczonych w latach 1864–1876.

## Życiorys
Służbę w Korpusie Piechoty Morskiej rozpoczął 1 października 1831 w stopniu second lieutenanta. Pełnił służbę w bazach lądowych i na okrętach (USS „Erie”, USS „Columbus”, USS „Congress”). W czasie wojny amerykańsko-meksykańskiej brał udział w kilku bitwach. Za zasługi był brevetowany do stopnia majora.
Po zakończeniu wojny służył na lądzie, a w 1852–1853, na pokładzie USS „Mississippi”, brał udział w ekspedycji Perry'ego do Japonii. 
W czasie wojny secesyjnej brał udział w I bitwie nad Bull Run, gdzie został lekko ranny. 
10 czerwca 1864 został mianowany komendantem Korpusu Piechoty Morskiej w stopniu pułkownika. W uznaniu zasług na tym stanowisku, 2 marca 1867 został, awansowany do stopnia generała (Brigadier general).  Dowodził Korpusem do 1 listopada 1876, kiedy to przeszedł na emeryturę. 
Zmarł w Waszyngtonie 18 listopada 1880 i został pochowany na Laurel Hill Cemetery w Filadelfii.  

## Upamiętnienie
Na jego cześć nazwano dwa okręty US Navy: USS „Zeilin” (DD-313) niszczyciel z 1920 oraz transportowiec USS „Zeilin” (APA-3) w 1941. 